# Iboih
Iboih is een bestuurslaag in het regentschap Sabang van de provincie Atjeh, Indonesië. Iboih telt 842 inwoners (volkstelling 2010).